# Johann Bartsch (Mennonit)
Johann Bartsch (* 6. September 1757 in Danzig, Westpreußen; † 16. Dezember 1821 in Rosenthal in der Kolonie Chortitza, Russisches Kaiserreich) war einer der Delegierten, der zusammen mit Jakob Höppner im Auftrag der westpreußischen Mennoniten in Russland nach neuen Siedlungsräumen suchte. Sie führten ihre Aufgabe unter schwierigen Umständen durch.

## Leben
Die Situation der Mennoniten im Westpreußen hatte sich stark verschlechtert. Im Zuge der Ersten Teilung Polens 1772 fielen ihre Siedlungsgebiete an Preußen. In mehreren Edikten wurden ihnen Landerwerb verboten und weitere Restriktionen auferlegt. Bereits am 22. Juli 1763 hatte die deutschstämmige Zarin Katharina die Große ein Manifest herausgegeben, das neuen Ansiedlern Land- und Religionsfreiheit zusagte. 1786 lud der Abgesandte Georg von Trappe im Auftrag der Zarin die Mennoniten ein, sich in Südrussland anzusiedeln. Daraufhin wurden Johann Bartsch und Jakob Höppner ausgesandt, um neue Siedlungsgebiete für die auswanderungswilligen Mennoniten zu suchen. Vor ihrer Abreise gab es Schwierigkeiten mit dem Danziger Rat, der die Abwanderung verhindern wollte. Trotzdem reisten Bartsch und Höppner als Abgesandte der russischen Regierung nach Russland, wo sie auch den Fürsten Potemkin und die Zarin persönlich trafen. Sie entschieden sich für ein fruchtbares Siedlungsgebiet bei Berislaw.
Auf ihr Betreiben hin wanderten 1789 228 arme Familien mit Pferdekarren, und später auch auf Lastkähnen, auf einer beschwerlichen Reise nach Südrussland (die heutige Ukraine) aus. Doch anstatt ihr ursprüngliches Siedlungsgebiet zu bekommen, verfügte der Fürst Potemkin, nach dem auch der Begriff Potemkinsche Dörfer benannt wurde, dass sich die Mennoniten an der Insel Chortyzja am Fluss Dnepr niederlassen sollten. Dieses Gebiet befand sich im Besitz des Fürsten und es können durchaus persönliche Motive dafür angenommen werden. Jedenfalls war dieses Gebiet kein Vergleich zu dem versprochenen Land, woraufhin sich der Groll ihrer Mitreisenden über Bartsch und Höppner entlud.
Im ersten Jahr hausten die Neusiedler aufgrund der schlechten Umstände in Erdhöhlen, während sie im zweiten Jahr bereits Häuser bauen konnten. Bartsch und Höppner waren mit der administrativen Verwaltung der Kolonie, zu der auch das Schlichten von Streitigkeiten gehörte, sehr beschäftigt, dass sie mit dem Häuserbau kaum vorankamen. Johann Bartsch siedelte sich in dem Dorf Rosenthal an, welches heute zur Stadt Saporischschja gehört. Bartsch und Höppner bekamen wenig Dank für ihre Bemühungen. Immer wieder mussten sie sich Kritik gefallen lassen. Bartsch verhandelte auch noch später nach dem Tode Katharinas der Großen mit dem neuen Zaren Paul neu über die Rechte der Mennoniten in Russland. Als Johann Bartsch starb, wurde ihm zu Ehren ein Denkmal, ein Obelisk aus Marmor, in Rosenthal aufgestellt. Dieses Denkmal befindet sich heute im mennonitischen Freilichtmuseum Mennonite Heritage Village in Steinbach, Kanada.